# Gora Pirogova
Gora Pirogova är ett berg i Antarktis. Det ligger i Östantarktis. Norge gör anspråk på området. Toppen på Gora Pirogova är 2 608 meter över havet, eller 449 meter över den omgivande terrängen. Bredden vid basen är 3,9 km.
Terrängen runt Gora Pirogova är varierad. Trakten är obefolkad. Det finns inga samhällen i närheten.